# Hôtel de Mademoiselle de Condé

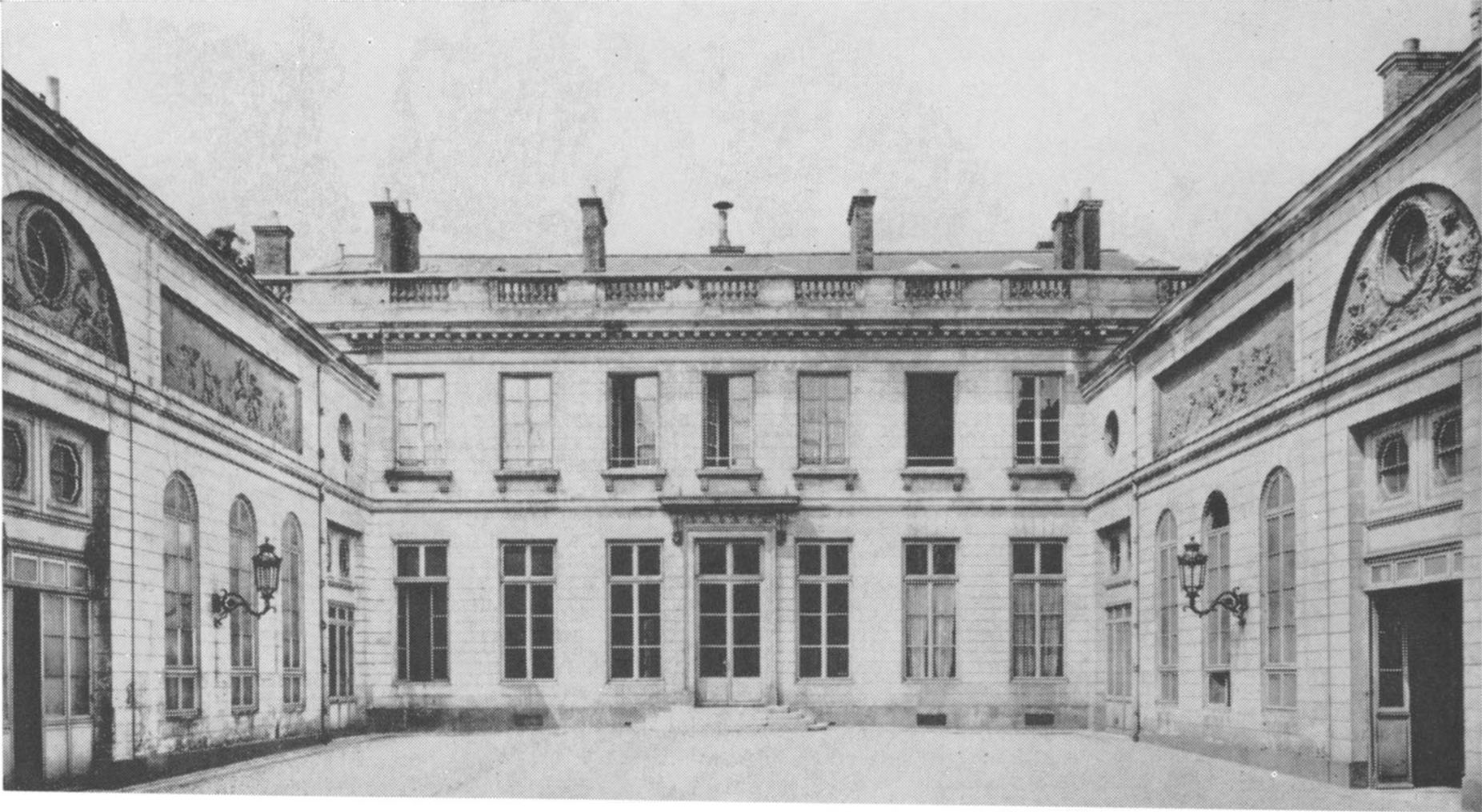
Pátio interior do Hôtel de Mademoiselle de Condé (ca. 1920).

O Hôtel de Mademoiselle de Condé é um palácio de Paris construido para Louise-Adelaïde de Bourbon', nomeada Mademoiselle de Condé, por Alexandre-Théodore Brongniart. A estrutura mantém-se na actual Rue de Monsieur, nº 12, Paris.

## História

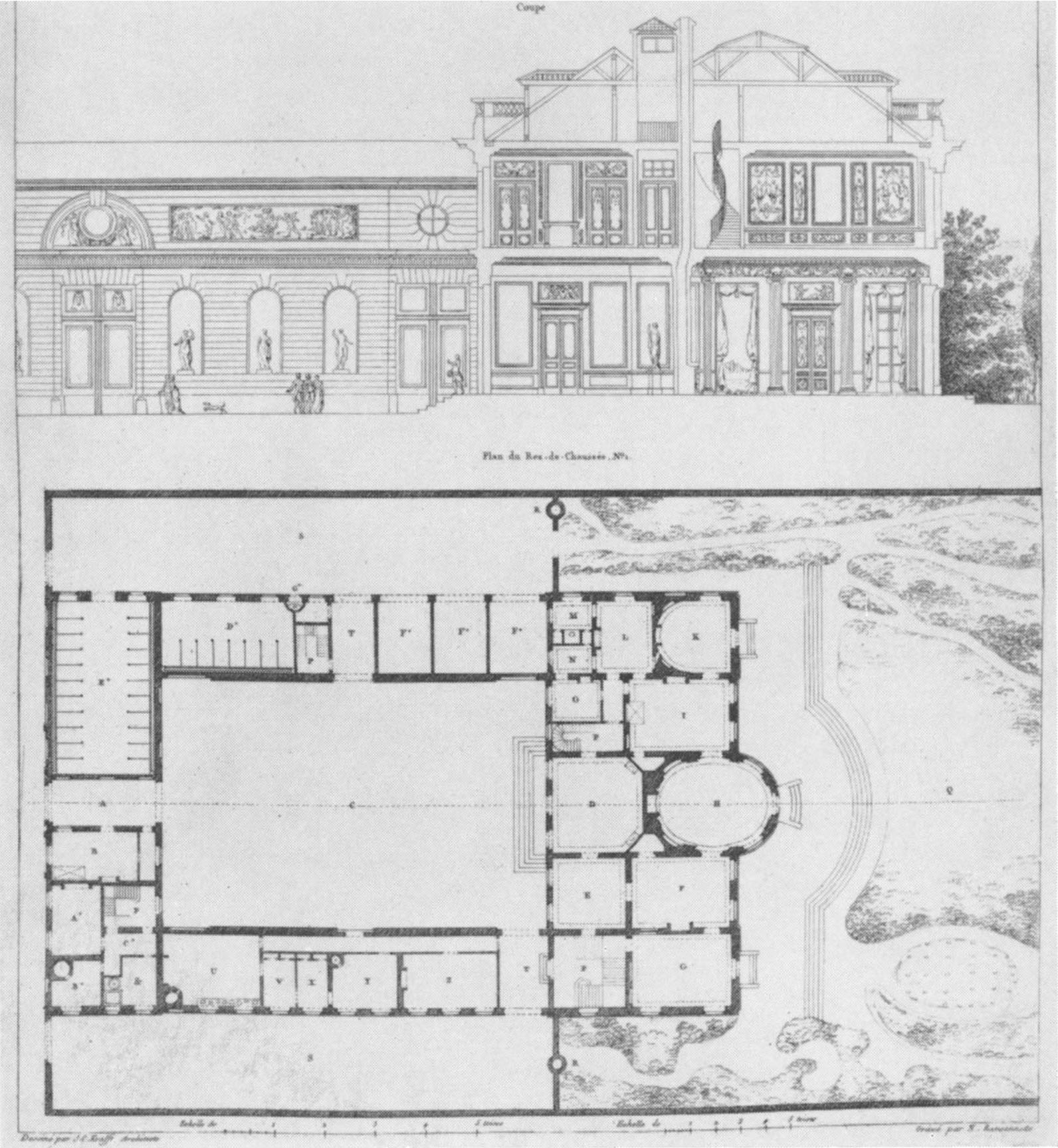
Elevação e planta térrea do Hôtel. Nesta planta o norte fica para baixo; a Rue Monsieur, para a esquerda; e o Boulevard des Invalides, para a direita. As esculturas acrescentadas por Clodion foram "fantasiosamente interpretadas na elevação".

Em 1780,  Mademoiselle de Condé requereu permissão para deixar o convento de Panthémont, onde havia sido educada, para viver no mundo exterior. Para satisfazer a sua estadia na vida foi comprado um generoso lugar situado na Rive Gauche do Sena (no actual VI arrondissement), onde Brogniart ergueu um esplêndido hôtel particulier, por trás de um pátio fechado para o qual se entrava através de uma passagem central para carruagens, e enfrentando um jardim, para o qual se projectava o central salão oval. Em 1782, o menuisier Georges Jacob entregou mobiliários de assento no valor de 13.958 livres (antiga moeda francesa) e Jean-François Leleu, um proeminente ebanista, tinha uma conta por caixas entalhadas,  mas não sobrevive nenhuma descrição contemporânea detalhada dos interiores. Horace Walpole mencionou, de passagem, o Hôtel de Condé como um epítome do último gosto neoclássico francês, depois de ter visto, em primeiro lugar, Carlton House, o palácio londrino do Príncipe de Gales, em Setembro de 1785.
O jardim foi ajardinado no genre pittoresque, o informal "género pitoresco" que foi um aspecto da anglomania francesa na década de 1780. Do lado do jardim que dá para o boulevard, uma cerca aberta de ferro dá aos transeuntes uma visão da fachada principal, a frente do jardim no seu conjunto ajardinado.
No pátio, longos painéis estucados, em baixo relevo, com crianças ocupadas em procissões bacanalianas, foram fornecidos por Clodion; estes painéis têm sido conservados no Metropolitan Museum of Art desde 1959 (Parker 1967).
Considerações de estatuto impediram a Princesa de Condé de casar e, em 1789, escapou das primeiras cenas da Revolução Francesa; em 1802, na Polónia tomou o véu, e voltou a Paris em 1816, para consagrar o resto da sua vida ao trabalho religioso. Morreu em 1824, mas não voltou a residir no Hôtel de Condé.